# A Moment in Time
A Moment in Time é o décimo álbum lançado pela cantora Lorrie Morgan, em 27 de outubro de 2009.
| Críticas profissionais                                                      | Críticas profissionais |
| Avaliações da crítica                                                       | Avaliações da crítica  |
| Fonte                                                                       | Avaliação              |
| --------------------------------------------------------------------------- | ---------------------- |
| Allmusic                                                                    | [ 1 ]                  |
| Esta tabela precisa de ser acompanhada por texto em prosa. Consulte o guia. |                        |

## Faixas
1. "Cry" (Churchill Kohlman) — 3:53
2. "Are You Lonesome Tonight?" (Lou Handman, Roy Turk) — 3:17
3. "After the Fire Is Gone" (L.E. White) — 2:41
  - featuring Tracy Lawrence
4. "Leavin' on Your Mind" (Webb Pierce, Wayne Walker) — 3:29
5. "Borrowed Angel" (Mel Street) — 3:18
6. "Break It to Me Gently" (Diane Charlotte Lampert, Joe Seneca) — 2:39
7. "By the Time I Get to Phoenix" (Jimmy Webb) — 3:04
8. "Easy Lovin'" (Freddie Hart) — 2:45
  - featuring Raul Malo
9. "'Til I Get It Right" (Larry Henley, Red Lane) — 3:33
10. "Alright I'll Sign the Papers" (Mel Tillis) — 2:48
11. "I'm Always on a Mountain When I Fall" (Chuck Howard) — 2:53
12. "Misty Blue" (Bob Montgomery) — 3:30
13. "Wine Me Up" (Billy Deaton, Faron Young) — 2:41
14. "Lovin' on Backstreets" (Hugh King)— 3:01